# 트위치 플레이스 포켓몬
트위치 플레이스 포켓몬(Twitch Plays Pokémon, TPP)은 사회 실험이자 비디오 스트리밍 웹 사이트인 트위치TV에서 게임 프리크와 닌텐도의 포켓몬스터 게임을 시청자가 채팅방을 통해 명령을 내려 플레이하는 크라우드소싱 방식 채널 이름이다.
이러한 채널은 호주의 익명 프로그래머가 처음 개발하였고, 2014년 2월 12일 포켓몬스터 적 시리즈로 시작하였다. 이 스트리밍 채널은 인기가 높아져 평균 동시 시청률 80,000명을 달성했으며, 이 중 10% 이상이 게임에 참여했다. 2014년 3월 1일, 게임은 16일간의 연속 플레이 끝에 완료하였다. 트위치TV는 약 116만명이 채널에 접속했으며, 최대 동시 시청률이 12만명이었고 플레이 기간 중 5500만개 뷰가 이루어졌다고 발표했다.
이 실험은 트위치 직원들과 미디어에서 불안정하고 혼란적인 성격의 상호작용에서 시스템적 역학 특성의 참여자들이 직면한 고유의 문제를 해결한 것에 대해 관심을 모으게 되었고, 실험 참가자들은 관련 커뮤니티 및 인터넷 밈을 형성하게 되었다. 적 시리즈의 완료 이후, 스트리머는 포켓몬스터 크리스탈, 포켓몬스터 에메랄드, 포켓몬스터 파이어레드, 포켓몬스터Pt 기라티나 등으로 계속해서 시리즈를 이어가며 플레이를 계속했다. 스트리머는 한명이라도 이 채널에 관심이 있는 한 다른 포켓몬스터 게임 플레이를 계속할 것이라고 말했다.
2014년 6월 9일, 트위치TV에 따르면 가장 많은 1,165,140명이 참여한 단일 싱글플레이 온라인 게임과 가장 많은 826,778명이 동시 시청한 비디오 게임 방송 부문에서 기네스 북에 등재되었다고 말했다.

## 플레이 게임 목록
| 게임   | 게임                        | 시작일자         | 완료일자         | 플레이 시간           |
| 시즌 1 | 시즌 1                      | 시즌 1           | 시즌 1           | 시즌 1                |
| ------ | --------------------------- | ---------------- | ---------------- | --------------------- |
|        | 포켓몬스터 적               | 2014년 2월 12일  | 2014년 3월 1일   | 16일 10시간 4분 4초   |
|        | 포켓몬스터 크리스탈         | 2014년 3월 2일   | 2014년 3월 15일  | 13일 2시간 2분 55초   |
|        | 포켓몬스터 에메랄드         | 2014년 3월 21일  | 2014년 4월 11일  | 20일 21시간 55분 41초 |
|        | 포켓몬스터 파이어레드1      | 2014년 4월 11일  | 2014년 4월 27일  | 15일 2시간 1분 54초   |
|        | 포켓몬스터Pt 기라티나2      | 2014년 5월 2일   | 2014년 5월 20일  | 17일 11시간 38분 47초 |
|        | 포켓몬스터 하트골드12       | 2014년 5월 23일  | 2014년 6월 12일  | 18일 20시간 33분 51초 |
|        | 포켓몬스터 블랙2            | 2014년 6월 15일  | 2014년 6월 27일  | 12일 18시간 34분 59초 |
|        | 포켓몬스터 블랙 223         | 2014년 7월 6일   | 2014년 7월 22일  | 19일 2시간 15분 37초  |
|        | 포켓몬스터 X                | 2014년 7월 27일  | 2014년 8월 1일   | 5일 5시간 44초        |
|        | 포켓몬스터 오메가루비       | 2014년 11월 22일 | 2014년 11월 29일 | 8일 13시간 29분       |
| 시즌 2 |                             |                  |                  |                       |
|        | 포켓몬스터 적               | 2015년 2월 13일  | 2015년 3월 23일  | 39일 19시간 27분      |
|        | 포켓몬스터 크리스탈         | 2015년 3월 23일  | 2015년 11월 10일 | 230일 이상            |
|        | 포켓몬스터 파이어레드       | 2015년 5월 10일  | 2015년 5월 24일  | 13일 15시간 44분      |
|        | 포켓몬스터 알파사파이어1    | 2015년 7월 12일  | 2015년 7월 26일  | 14일 1시간 17분       |
|        | 포켓몬 콜로세움             | 2015년 10월 12일 | 2015년 10월 18일 | 6일 3시간 27분        |
|        | 포켓몬 XD                   | 2015년 12월 12일 | 2015년 12월 20일 | 8일 4시간 9분         |
|        | 포켓몬 트레이딩 카드 게임   | 2015년 12월 20일 | 2016년 2월 13일  | 56일 이상             |
|        | 포켓몬 트레이딩 카드 게임 2 | 2016년 2월 13일  | 진행중           | TBD                   |
| 시즌 3 |                             |                  |                  |                       |
|        | 포켓몬스터 크리스탈         | 2016년 2월 14일  | 2016년 3월 16일  | 30일 4시간 33분       |
|        | 포켓몬 브라운               | 2016년 6월 16일  | 2016년 6월 27일  | 11일 2시간            |

## 같이 보기
- 카스파로프 대 세계
- 슬로우 텔레비전

## 참조
1. ^ 원래 포켓몬스터 적 시리즈와는 구분하기 위해, 파이러레드 시리즈에서는 모든 설정이 랜덤으로 설정되었다. 여기서는 유사난수 발생기를 이용하여 원래 설정되어 있던 포켓몬, 아이템, 게임상의 이동 방식 등이 랜덤화되었다.
2. ^ 기타리나 시리즈 이후로, 포켓몬스터가 진행되는 동시에 포켓몬 스타디움 2 랜덤 매치가 진행되었다. 입력은 채팅이나 게임 내부 AI가 제어하지 않는 완전 랜덤 방식으로 이루어졌다.[4]
3. ^ 원래의 포켓몬스터 블랙 2와는 달리 개조 롬을 이용하여 모든 설정이 랜덤으로 설정되었다.